# MTV Video Music Award para Melhor Vídeo de Rock
O MTV Video Music Award para Melhor Rock (do original em inglês, MTV Video Music Award for Best Rock) foi concedido pela primeira vez em 1989, uma das quatro categorias de gênero originais adicionadas aos VMAs naquele ano. Em seu primeiro ano, o prêmio foi chamado de Melhor Vídeo de Heavy Metal e, de 1990 a 1995, foi renomeado para Melhor Vídeo de Metal/Hard Rock. A categoria passou por uma terceira e breve mudança de nome em 1996, quando foi rebatizada de Melhor Vídeo de Hard Rock. Em 1997, o prêmio adquiriu seu nome mais duradouro, Melhor Vídeo de Rock, que manteve até 2016. No ano seguinte, a palavra "Vídeo" foi retirada de todas as categorias de gênero nos VMAs (apesar das indicações ainda irem para vídeos específicos), dando este prêmio seu nome atual: Melhor Rock.
Como todas as outras categorias de gênero nos VMAs, esta categoria foi aposentada brevemente em 2007, quando os VMAs foram reformulados e a maioria das categorias originais foram eliminadas. Em 2008, porém, a MTV trouxe de volta este prêmio, junto com vários dos outros que foram aposentados em 2007.
A banda Aerosmith é o vencedor mais frequente desta categoria, com um total de quatro vitórias entre 1990 e 1998. Fall Out Boy, por sua vez, é o artista mais indicado nesta categoria, tendo recebido nove indicações até 2020. Seguindo de perto estão o Aerosmith e o Linkin Park, com oito indicações, e o Foo Fighters com sete. Em 1995, a baixista do White Zombie, Sean Yseult, se tornou a primeira mulher a ganhar esse prêmio, enquanto em 2014, a cantora neozelandesa Lorde se tornou a primeira mulher solo a vencer essa categoria dominada por homens.

## Vencedores e indicados
| Ano  | Vencedor(s)                                          | Indicados | Ref.   |
| ---- | ---------------------------------------------------- | --- | ------ |

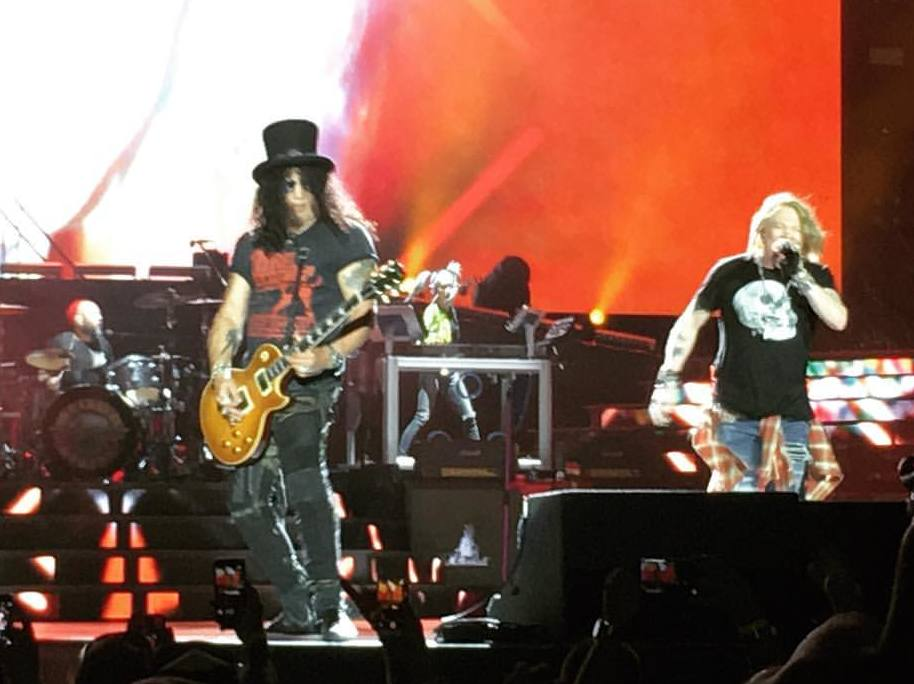
O primeiro vencedor da categoria: Guns N' Roses.

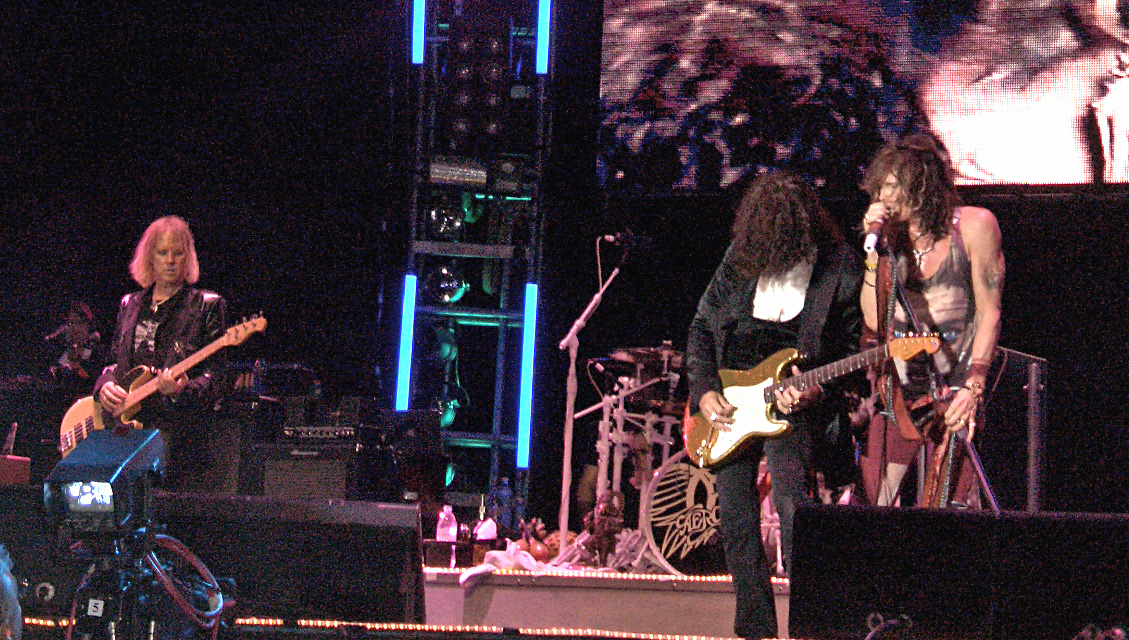
O maior vencedor da categoria: Aerosmith.

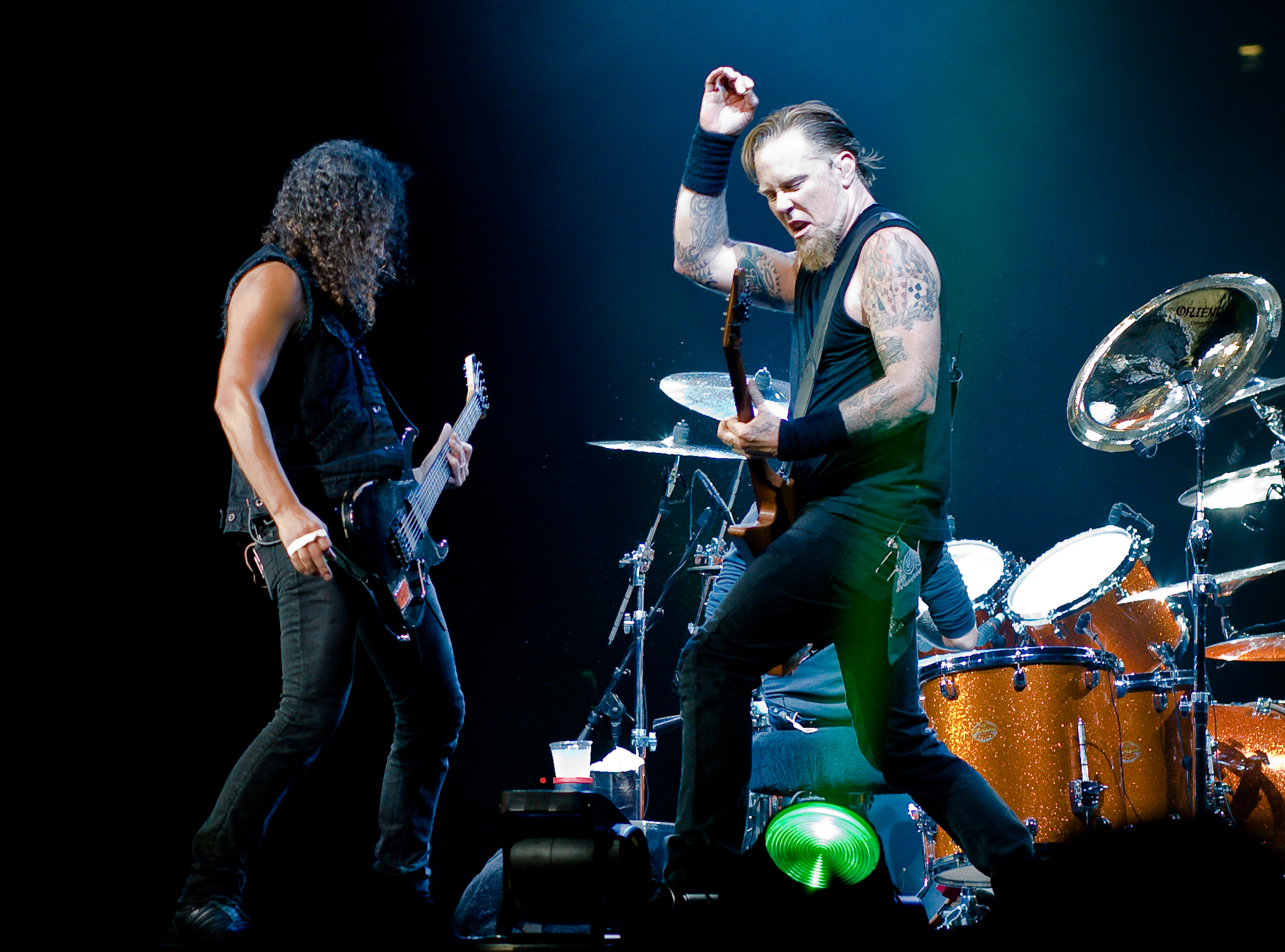
Metallica ganhou o prêmio duas vezes.

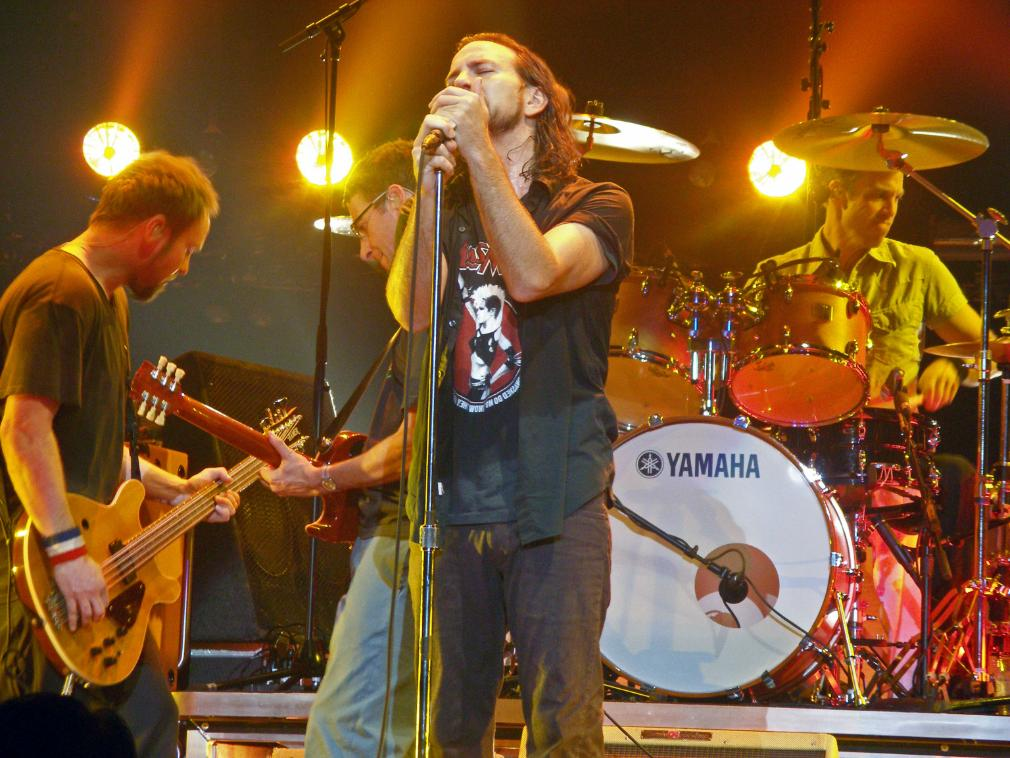
O vencedor de 1993: Pearl Jam.

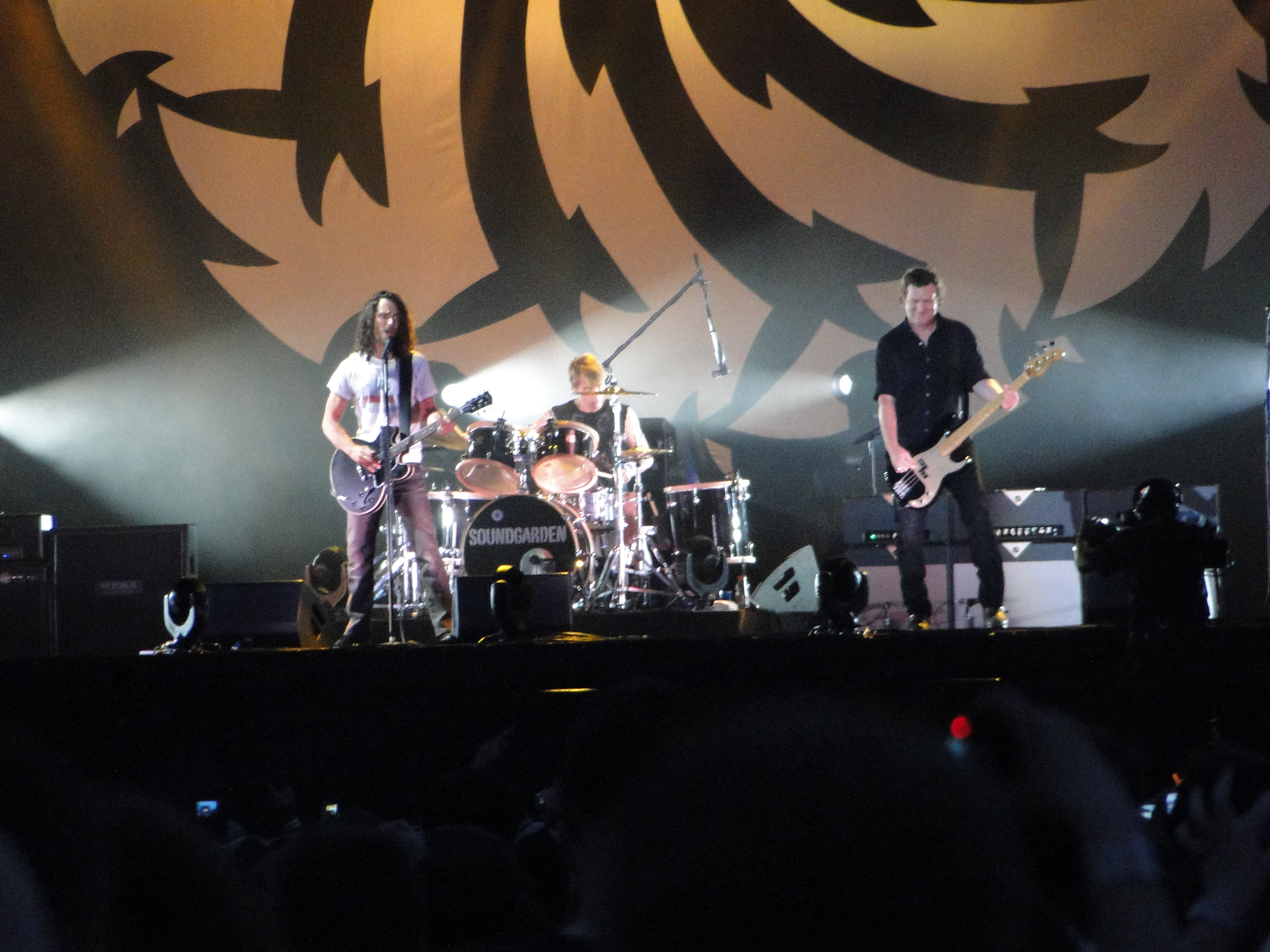
O vencedor de 1994: Soundgarden.

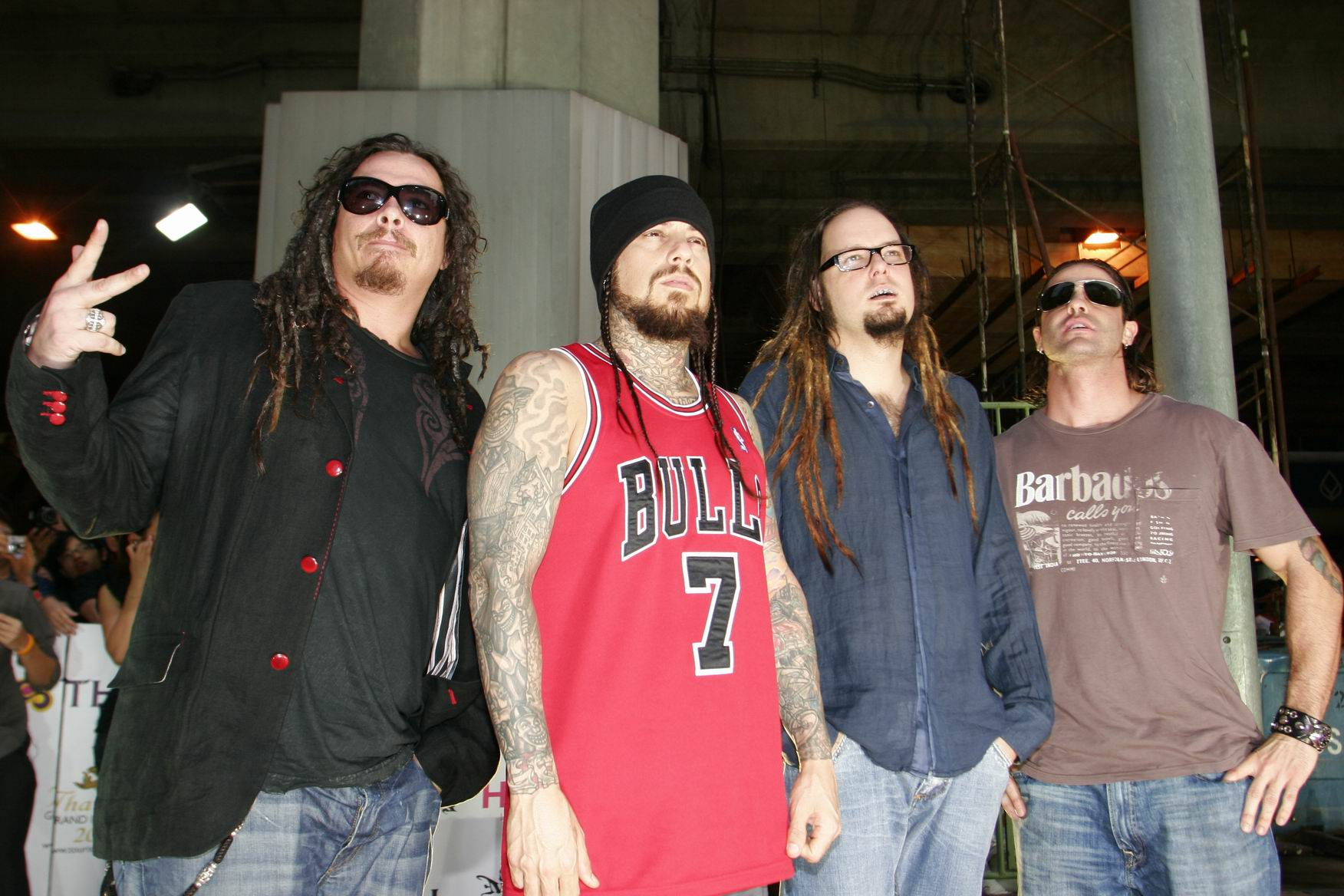
O vencedor de 1999: Korn.

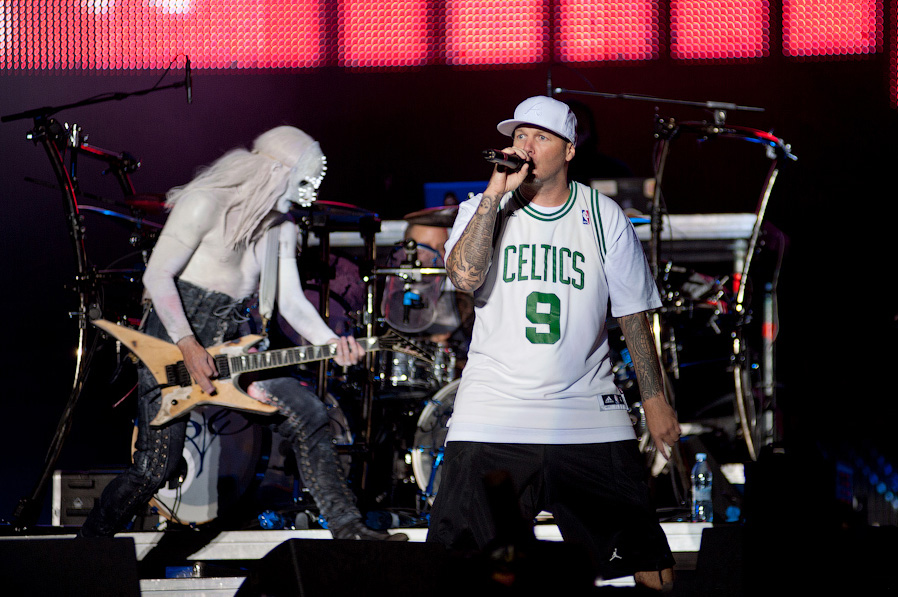
Limp Bizkit ganhou o prêmio duas vezes.

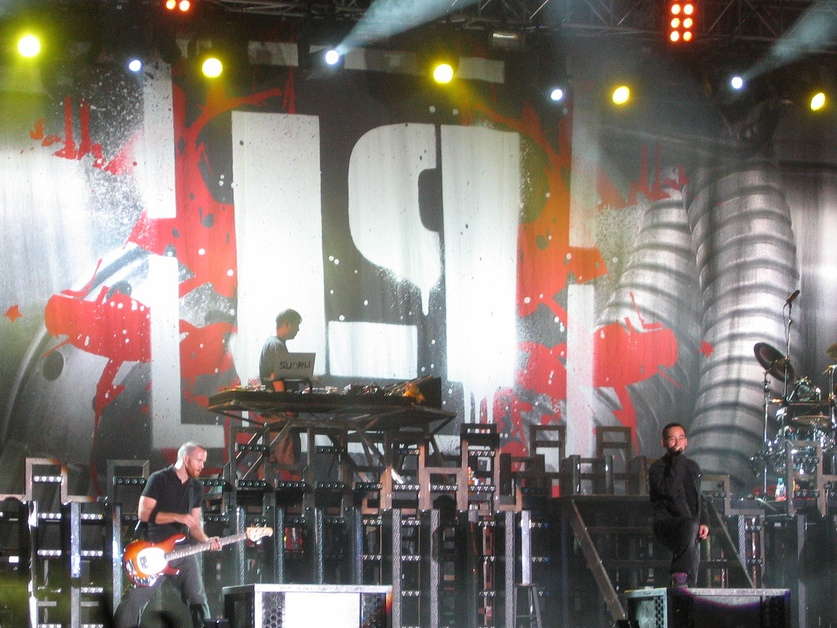
Vencedor três vezes, Linkin Park é um dos três atos que ganharam o prêmio por dois anos consecutivos.

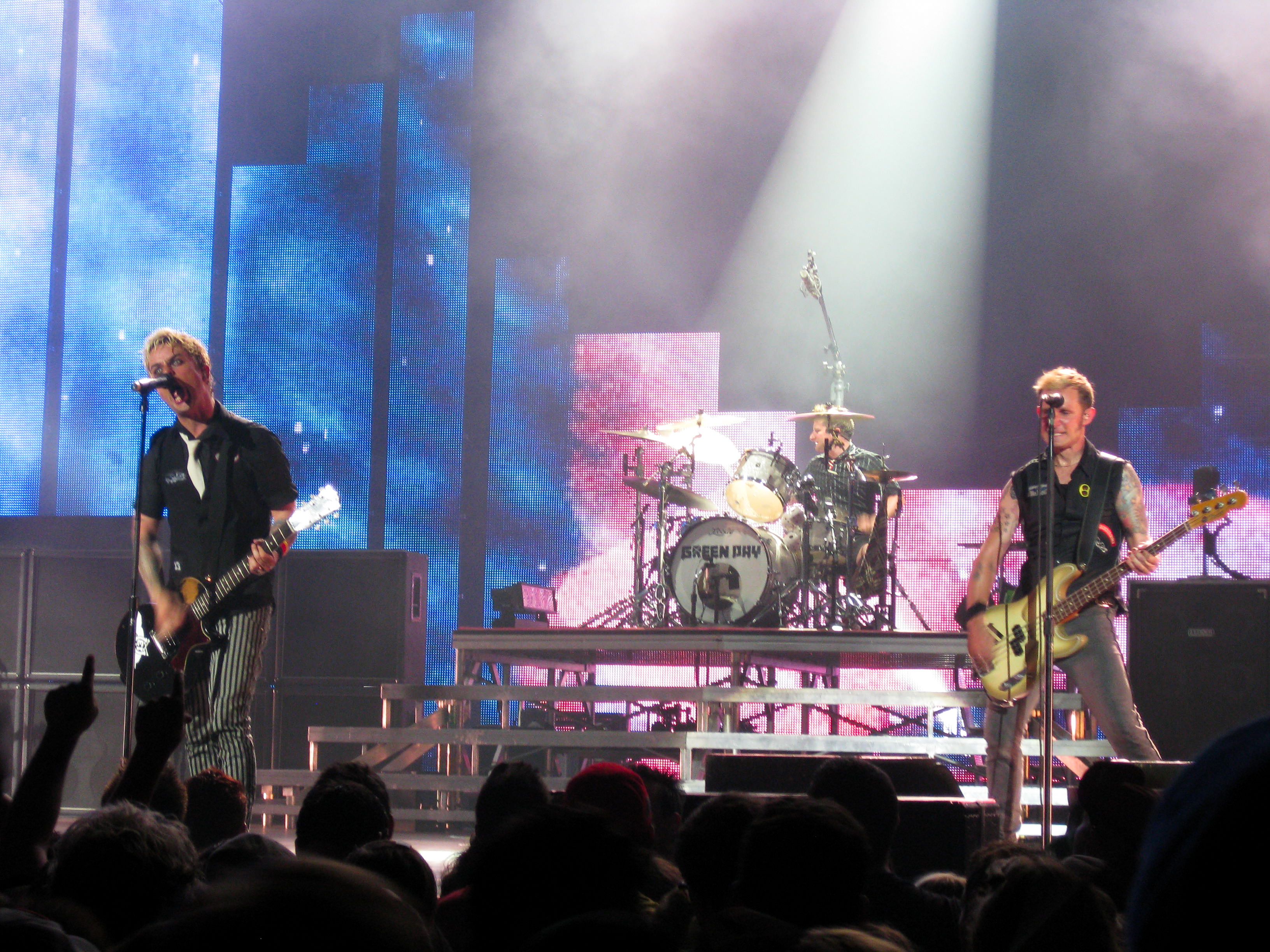
Green Day ganhou o prêmio duas vezes por seus videoclipes "Boulevard of Broken Dreams" e "21 Guns".

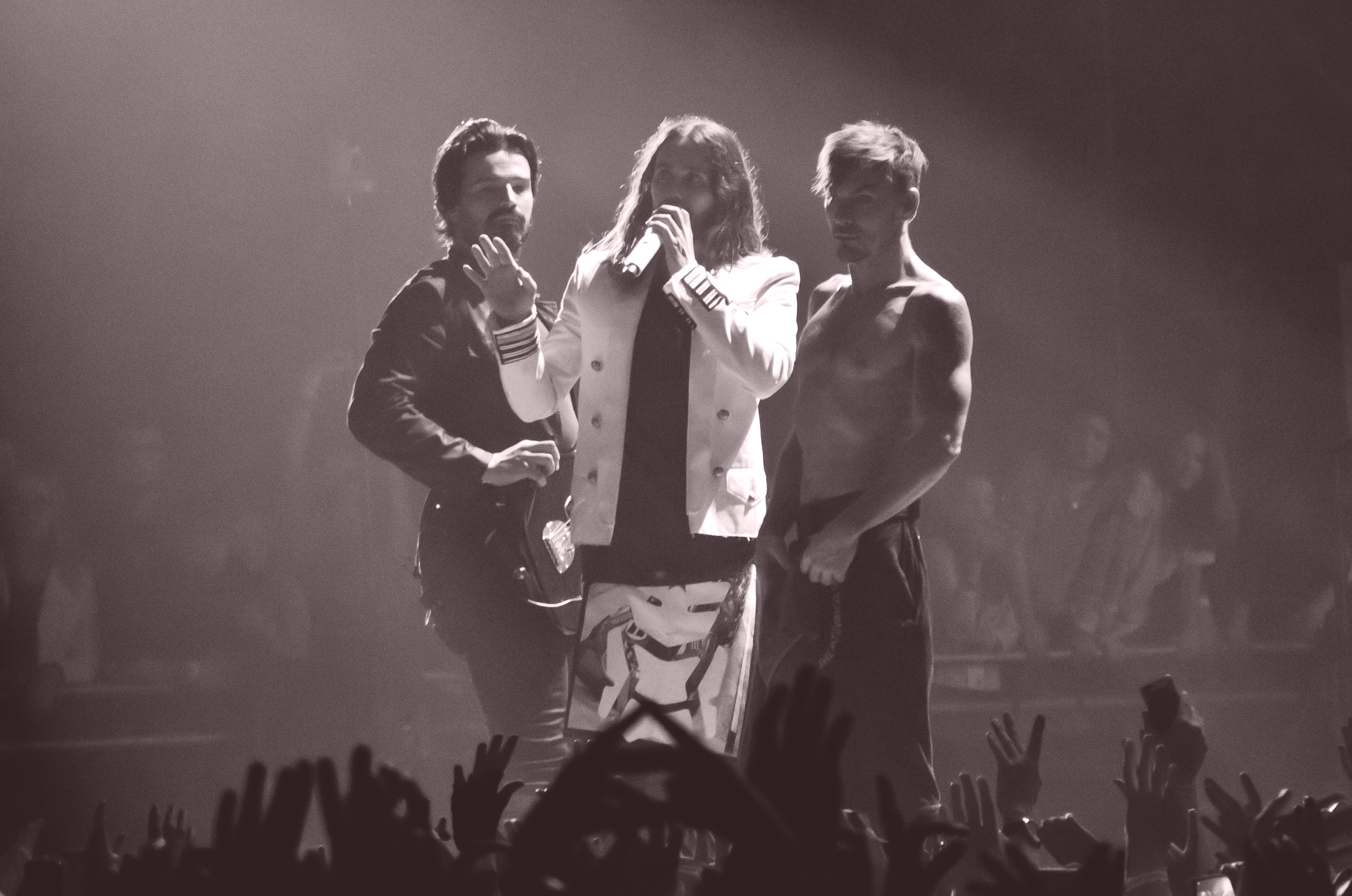
Thirty Seconds to Mars ganhou o prêmio duas vezes.

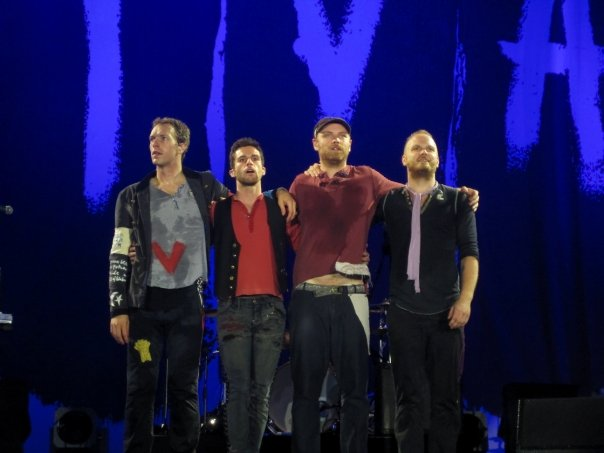
Coldplay ganhou o prêmio duas vezes.

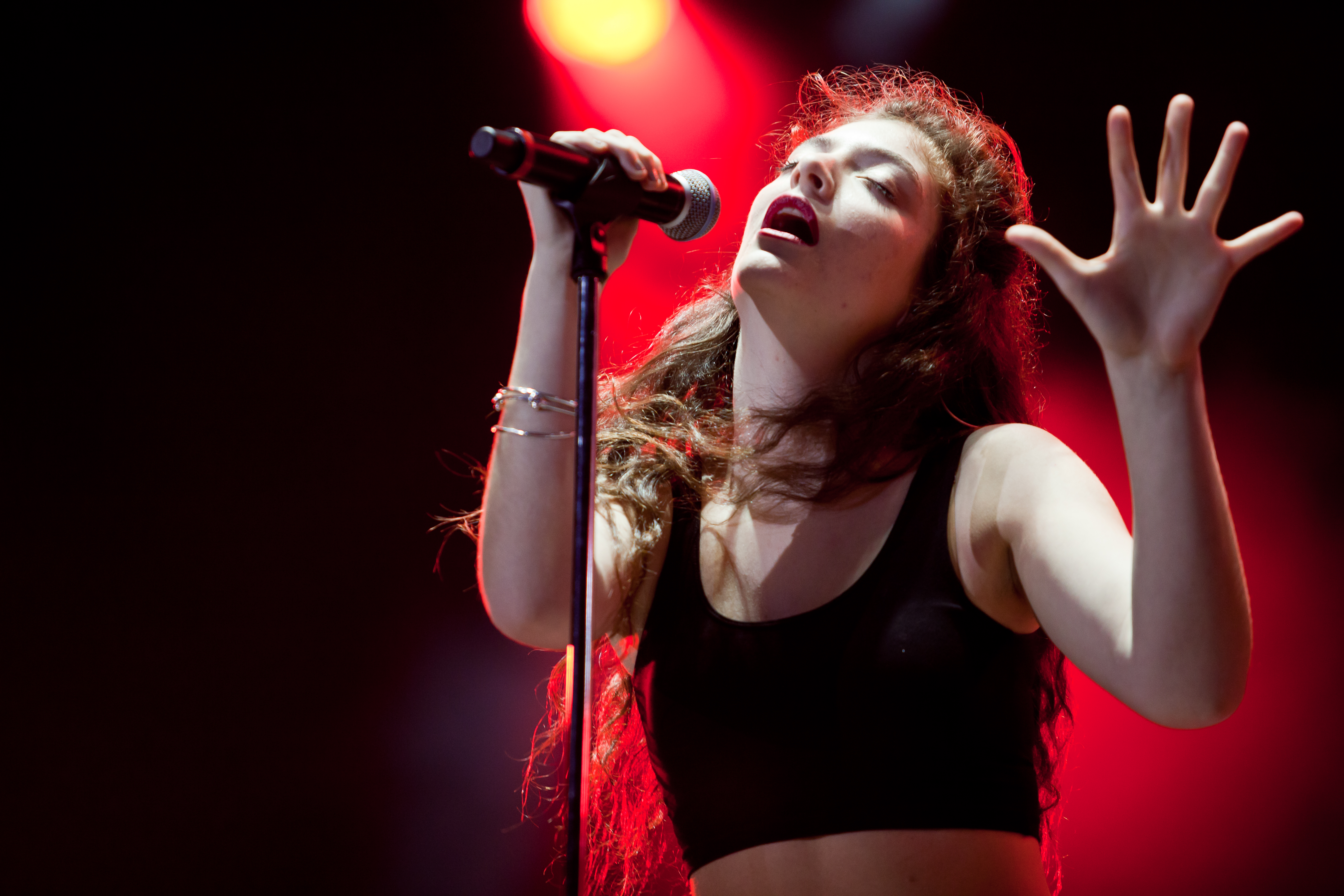
Lorde foi a primeira cantora a ganhar este prêmio.

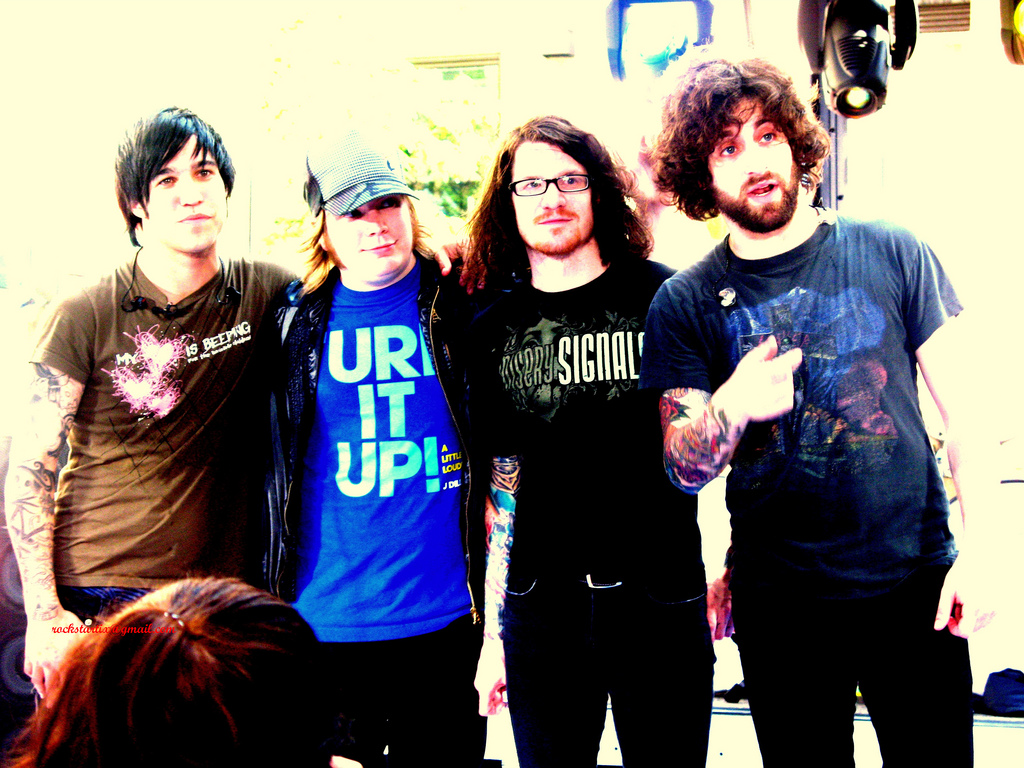
O vencedor da edição de 2015: Fall Out Boy

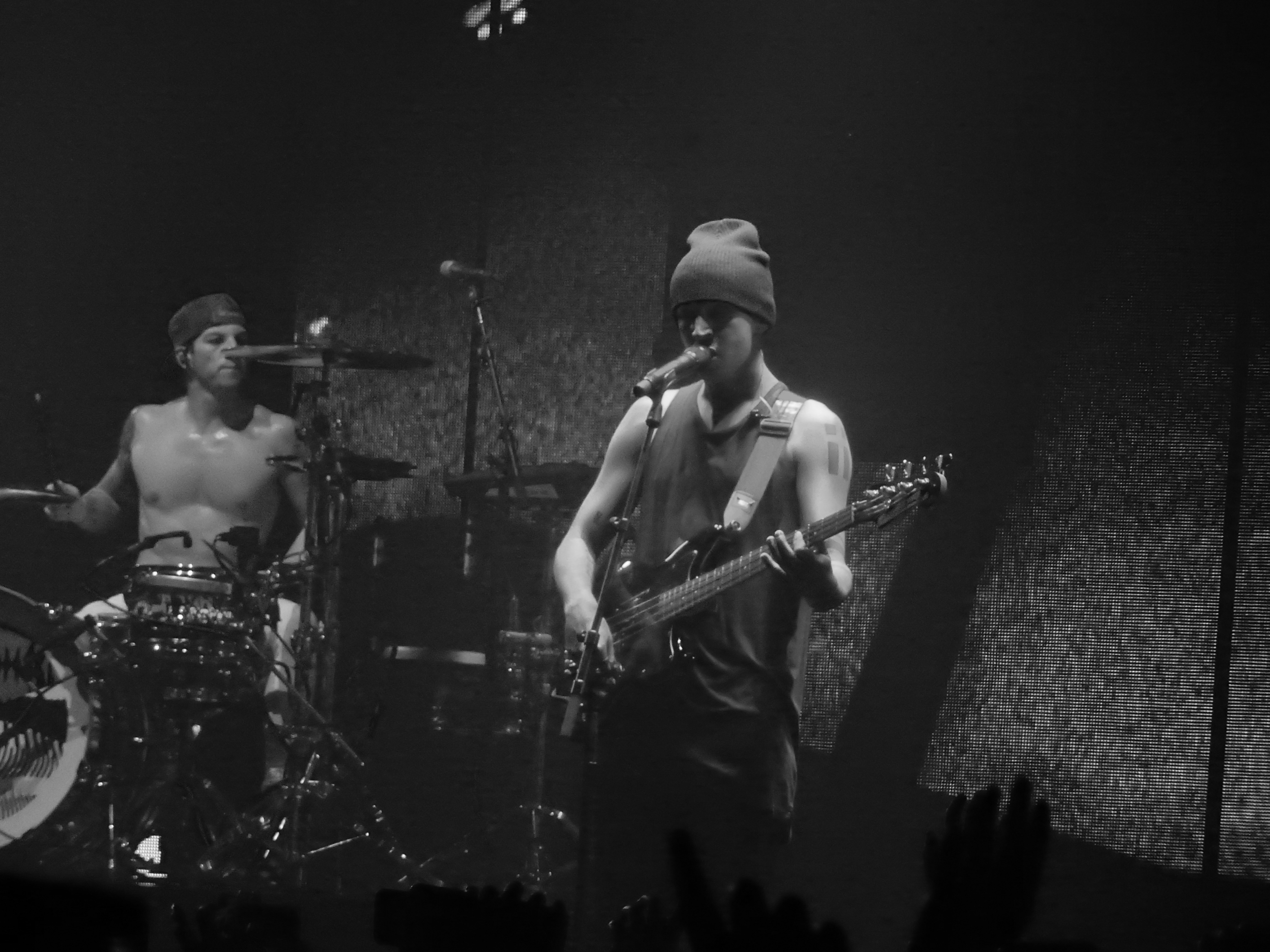
O vencedor da edição de 2016: Twenty One Pilots.

| 1989 | Guns N' Roses — "Sweet Child o' Mine"                | - Aerosmith — "Rag Doll" - Def Leppard — "Pour Some Sugar on Me" - Metallica — "One" | [ 1 ]  |
| 1990 | Aerosmith — "Janie's Got a Gun"                      | - Faith No More — "Epic" - Mötley Crüe — "Kickstart My Heart" - Slaughter — "Up All Night" | [ 2 ]  |
| 1991 | Aerosmith — "The Other Side"                         | - AC/DC — "Thunderstruck" - Alice in Chains — "Man in the Box" - The Black Crowes — "She Talks to Angels" - Faith No More — "Falling to Pieces" - Guns N' Roses — "You Could Be Mine" - Queensrÿche — "Silent Lucidity" - Warrant — "Uncle Tom's Cabin" | [ 3 ]  |
| 1992 | Metallica — "Enter Sandman"                          | - Def Leppard — "Let's Get Rocked" - Ugly Kid Joe — "Everything About You" - Van Halen — "Right Now" | [ 4 ]  |
| 1993 | Pearl Jam — "Jeremy"                                 | - Aerosmith — "Livin' on the Edge" - Helmet — "Unsung" - Nine Inch Nails — "Wish" | [ 5 ]  |
| 1994 | Soundgarden — "Black Hole Sun"                       | - Aerosmith — "Cryin'" - Anthrax — "Black Lodge" - Rollins Band — "Liar" | [ 6 ]  |
| 1995 | White Zombie — "More Human than Human"               | - Green Day — "Basket Case" - Meat Puppets — "We Don't Exist" - Stone Temple Pilots — "Interstate Love Song" | [ 7 ]  |
| 1996 | Metallica — "Until It Sleeps"                        | - Alice in Chains — "Again" - Marilyn Manson — "Sweet Dreams" - Rage Against the Machine — "Bulls on Parade" | [ 8 ]  |
| 1997 | Aerosmith — "Falling in Love (Is Hard on the Knees)" | - Foo Fighters — "Monkey Wrench" - Marilyn Manson — "The Beautiful People" - Dave Matthews Band — "Crash into Me" - Rage Against the Machine — "People of the Sun"                                                                                      | [ 9 ]  |
| 1998 | Aerosmith — "Pink"                                   | - Foo Fighters — "Everlong" - Dave Matthews Band — "Don't Drink the Water" - Metallica — "The Unforgiven II" | [ 10 ] |
| 1999 | Korn — "Freak on a Leash"                            | - Kid Rock — "Bawitdaba" - Lenny Kravitz — "Fly Away" - Limp Bizkit — "Nookie" - The Offspring — "Pretty Fly (For a White Guy)" | [ 11 ] |
| 2000 | Limp Bizkit — "Break Stuff"                          | - Creed — "Higher" - Kid Rock — "Cowboy" - Korn — "Falling Away from Me" - Metallica — "I Disappear" - Rage Against the Machine — "Sleep Now in the Fire"                                                                                               | [ 12 ] |
| 2001 | Limp Bizkit — "Rollin' (Air Raid Vehicle)"           | - Aerosmith — "Jaded" - Linkin Park — "Crawling" - Staind — "It's Been Awhile" - Weezer — "Hash Pipe" | [ 13 ] |
| 2002 | Linkin Park — "In the End"                           | - Creed — "My Sacrifice" - Jimmy Eat World — "The Middle" - Korn — "Here to Stay" - P.O.D. — "Youth of the Nation" - System of a Down — "Chop Suey!" | [ 14 ] |
| 2003 | Linkin Park — "Somewhere I Belong"                   | - Evanescence (participação de Paul McCoy) — "Bring Me to Life" - Good Charlotte — "Lifestyles of the Rich and Famous" - Metallica — "St. Anger" - The White Stripes — "Seven Nation Army"                                                              | [ 15 ] |
| 2004 | Jet — "Are You Gonna Be My Girl"                     | - The Darkness — "I Believe in a Thing Called Love" - Evanescence — "My Immortal" - Hoobastank — "The Reason" - Linkin Park — "Breaking the Habit" | [ 16 ] |
| 2005 | Green Day — "Boulevard of Broken Dreams"             | - Foo Fighters — "Best of You" - The Killers — "Mr. Brightside" - My Chemical Romance — "Helena" - Weezer — "Beverly Hills" | [ 17 ] |
| 2006 | AFI — "Miss Murder"                                  | - Green Day — "Wake Me Up When September Ends" - Panic! at the Disco — "I Write Sins Not Tragedies" - Red Hot Chili Peppers — "Dani California" - Thirty Seconds to Mars — "The Kill"                                                                   | [ 18 ] |
| 2007 | —                                                    | — |        |
| 2008 | Linkin Park — "Shadow of the Day"                    | - Fall Out Boy (participação de John Mayer) — "Beat It" - Foo Fighters — "The Pretender" - Paramore — "Crushcrushcrush" - Slipknot — "Psychosocial" | [ 19 ] |
| 2009 | Green Day — "21 Guns"                                | - Coldplay — "Viva la Vida" - Fall Out Boy — "I Don't Care" - Kings of Leon — "Use Somebody" - Paramore — "Decode" | [ 20 ] |
| 2010 | Thirty Seconds to Mars — "Kings and Queens"          | - Florence + the Machine — "Dog Days Are Over" - MGMT — "Flash Delirium" - Muse — "Uprising" - Paramore — "Ignorance" | [ 21 ] |
| 2011 | Foo Fighters — "Walk"                                | - The Black Keys — "Howlin' for You" - Cage the Elephant — "Shake Me Down" - Foster the People — "Pumped Up Kicks" - Mumford & Sons — "The Cave" | [ 22 ] |
| 2012 | Coldplay — "Paradise"                                | - The Black Keys — "Lonely Boy" - Imagine Dragons — "It's Time" - Linkin Park — "Burn It Down" - Jack White — "Sixteen Saltines" | [ 23 ] |
| 2013 | Thirty Seconds to Mars — "Up in the Air"             | - Fall Out Boy — "My Songs Know What You Did in the Dark (Light Em Up)" - Imagine Dragons — "Radioactive" - Mumford & Sons — "I Will Wait" - Vampire Weekend — "Diane Young"                                                                            | [ 24 ] |
| 2014 | Lorde — "Royals"                                     | - Arctic Monkeys — "Do I Wanna Know?" - The Black Keys — "Fever" - Imagine Dragons — "Demons" - Linkin Park — "Until It's Gone" | [ 25 ] |
| 2015 | Fall Out Boy — "Uma Thurman"                         | - Arctic Monkeys — "Why'd You Only Call Me When You're High?" - Florence + the Machine — "Ship to Wreck" - Hozier — "Take Me to Church" - Walk the Moon — "Shut Up and Dance"                                                                           | [ 26 ] |
| 2016 | Twenty One Pilots — "Heathens"                       | - All Time Low — "Missing You" - Coldplay — "Adventure of a Lifetime" - Fall Out Boy (participação de Demi Lovato) — "Irresistible" - Panic! at the Disco — "Victorious"                                                                                | [ 27 ] |
| 2017 | Twenty One Pilots — "Heavydirtysoul"                 | - Coldplay — "A Head Full of Dreams" - Fall Out Boy — "Young and Menace" - Foo Fighters — "Run" - Green Day — "Bang Bang" | [ 28 ] |
| 2018 | Imagine Dragons — "Whatever It Takes"                | - Fall Out Boy — "Champion" - Foo Fighters — "The Sky Is a Neighborhood" - Linkin Park — "One More Light" - Panic! at the Disco — "Say Amen (Saturday Night)" - Thirty Seconds to Mars — "Walk on Water"                                                | [ 29 ] |
| 2019 | Panic! at the Disco — "High Hopes"                   | - The 1975 — "Love It If We Made It" - Fall Out Boy — "Bishops Knife Trick" - Imagine Dragons — "Natural" - Lenny Kravitz — "Low" - Twenty One Pilots — "My Blood"                                                                                      | [ 30 ] |
| 2020 | Coldplay - "Orphans"                                 | - blink-182 – "Happy Days" - Evanescence – "Wasted on You" - Fall Out Boy (participação de Wyclef Jean) – "Dear Future Self (Hands Up)" - Green Day – "Oh Yeah!" - The Killers – "Caution"                                                              | [ 31 ] |
| 2021 | John Mayer — "Last Train Home"                       | - Evanescence — "Use My Voice" - Foo Fighters — "Shame Shame" - The Killers — "My Own Soul's Warning" - Kings of Leon — "The Bandit" - Lenny Kravitz — "Raise Vibration"                                                                                | [ 32 ] |
| 2022 | Red Hot Chili Peppers — "Black Summer"               | - Foo Fighters – "Love Dies Young" - Jack White – "Taking Me Back" - Muse – "Won't Stand Down" - Shinedown – "Planet Zero" - Three Days Grace – "So Called Life"                                                                                        | [ 33 ] |
| 2023 | Måneskin – "The Loneliest"                           | - Foo Fighters – "The Teacher" - Linkin Park – "Lost" (original) - Red Hot Chili Peppers – "Tippa My Tongue" - Metallica – "Lux Æterna" - Muse – "You Make Me Feel Like It's Halloween"                                                                 | [ 34 ] |
| 2024 | Lenny Kravitz – "Human"                              | - Bon Jovi – "Legendary" - Coldplay – "Feels Like I'm Falling in Love" - Green Day – "Dilemma" - Kings of Leon – "Mustang" - U2 – "Atomic City" | [ 35 ] |
| 2025 |                                                      | - Coldplay – "All My Love" - Evanescence – "Afterlife (From the Netflix Series Devil May Cry)" - Green Day – "One Eyed Bastard" - Lenny Kravitz – "Honey" - Linkin Park – "The Emptiness Machine" - Twenty One Pilots – "The Contract"                  | [ 36 ] |